# Фиторемедијација
|  | Овај чланак је део дисеминационих активности уз подршку Фонда за науку Републике Србије, Програм ДИЈАСПОРА, #6464843, MeMEAS у сарадњи са Хемијским факултету Универзитета у Београду. Садржина ових текстова не изражава ставове Фонда за науку Републике Србије. Датум уноса: октобар—децембар 2023. Википедијанци: Ова група ученика ће писати чланке на подстраницама, где ће остати до краја периода уноса и оцењивања. Позовамо вас да помогнете ученицима и дате им смернице током израде. |

Фиторемедијација је техника код које се биљке користе за ремедијацију контаминираног земљишта, воде или ваздуха. Штетне супстанце у животној средини воде порекло из природних (ерозија земљишта, ерупција вулкана итд.) или антропогених (индустрија, пољопривреда, комунална вода итд.) извора.  Једна од техника које се користе за уклањање ових супстанци је фиторемедијација, код које се користе биљке које имају могућност акумулирања и везивања штетних супстанци и на тај начин их уклањају из своје околине. Ове различите форме фиторемедијације могу се примењивати на одређене врсте загађивача или загађених подручја и могу захтевати различите врсте биљака. 

## Предности и ограничења

#### Предности
Предност фиторемедијације је нижа цена у односу на конвенционалне технике или неке специјализоване (нпр. хемијска преципитација, мембранска филтрација, јонска измена, адсорпиција активним угљем итд.). Такође код ових техника могу се јавити нежељени нуспроизводи, који могу бити штетни по животну средину и човека. Фиторемедијацији су подложна разна органска и неорганска једињења, технике се могу примењивати in situ и ex situ. Ове технике не захтевају скупу опрему и лако се реализују, не захтевају преношење загађења чиме се смањује ризик од његовог даљег ширења. Предност је такође што примењивањем ових техника смањује се могућност додатног загађења које може бити последица активности воде или ветра (изливање, ерозија).

#### Ограничења и недостаци
Фиторемедијација има техничка ограничења. Штетна супстанца треба да буде близу корена биљке која активно расте. У ограничења се такође убрајају фактори као што су вода, дубина, хранљиве материје, клима, физички и хемијски услови. Да би био ефикасан, овај процес некада може трајати и до неколико година. Коришћење инвазивних биљних врста може шкодити биодиверзитету. Биљке које се користе за фиторемедијацију могу бити конзумиране од стране животиња, некада се биомаса сакупљена фитоекстракцијом сматра RCRA опасним отпадом којим се мора правилно руковати.

## Технике фиторемедијације

#### Фитоекстракција
Фитоекстракција (хиперакумулација) представља технику уклањања тешких метала њиховом акумулацијом у високим коцентрацијама и везивањем у надземну биомасу (нпр. лист, стабло).
Посебан вид фитоекстракције назива се фиторударење. Фиторударење је коришћење биљака за добијање метала из стена које је тешко излужити на исплатив начин. Streptanthus polygaloides је пример биљке фиторудара која се користи за акумулацију никла (Ni). 

#### Фитофилтрација и ризофилтрација
Фитофилтрација и ризофилтрација представљају технике коришћења биљака како би се полутанти уклонили из водених средина, тако што се загађујућа супстанца таложи или везује за корење биљка. Различите врсте биљака као што су Myriophyllum brasiliense, Juncus xiphioides и Typha latifolia се користе за уклањање селена (Se) из индустријских отпадних вода овим методама.

#### Фитостабилизација
Фитостабилизација је процес задржавања загађивача унутар вадозне зоне, акумулацијом у корену или преципитацијом у ризосфери, чиме се спречава даља контаминација загађивачем због смањене мобилности. Такође се фитостабилизација може односити на стварање биљног покривача изнад земљишта које је загађено како би се смањили утицај спољашњих фактора и изложеност тог земљишта. 

#### Фитоволатизација
Фитоволатизација је процес апсорбовања загађивача из земљишта или воде, који ће се из биљке ослободити испаравањем у неизмењеном (директна фитоволатизација) или измењеном (индиректна фитоволатизација) облику.

#### Фитодеградација и ризодеградација
Фитодеградација је техника код које биљке разграђују загађиваче лучењем различитих ензима који ће модификовати супстанцу, а потом производе апсорбују у своја ткива.  Ризодеградација се односи на исти процес, али у ризосфери уз помоћ микроорганизама.